# Ali Günçar
Ali Günçar (Afyonkarahisar, 19 maggio 1970) è un allenatore di calcio ed ex calciatore turco, di ruolo difensore.

## Palmarès

### Giocatore

#### Competizioni nazionali
- Campionato turco: 1

Beşiktaş: 1994-1995
- Coppa di Turchia: 1

Beşiktaş: 1993-1994
- Supercoppa di Turchia: 2

Beşiktaş: 1992, 1994